# Sedem
Sedem je zábavný televizní pořad, který se vysílá na televizní stanici TV JOJ. Pořad je vysílán s přestávkami od roku 2009 dodnes. Pořad moderuje Elena Vacvalová, která spolu s dalšími čtyřmi účinkujícími glosuje aktuální společenské a politické dění na Slovensku i v zahraničí.

## Popis
Pořad se začal vysílat v roce 2009 na TV JOJ jako nástupce pořadu 7EDEM s r. o., jehož vysílání v roce 2008 ukončila TV Markíza. V letech 2009–2011 zde účinkovalo 5 glosátorů a moderátorka Elena Vacvalová. V roce 2011 bylo vysílání přerušeno. Pořad byl znovu obnoven v roce 2017. Začalo se vysílat v novém studiu, v počtu 4 glosátorů a moderátorky Eleny Vacvalové. V tomto formátu je tento pořad vysílán dodnes. Sériím od roku 2017 se též říká ‚‚nová‘‘ či ‚‚novodobá‘‘ Sedmička. 

## Glosátoři

### Aktuální glosátoři (2025)
- Oľga Feldeková  (2009–2011; 2017–dodnes)
- Milan Kňažko  (2009–2011; 2017–dodnes)
- Marián Leško  (2009–2011; 2017–2019; 2021–dodnes)
- Tomáš Hudák (2020–dodnes)
- Samo Trnka (2021–dodnes)
- Michael Szatmary (2021–dodnes)
- Matej Adámy (2024–dodnes)

### Bývalí glosátoři
- Lukáš Latinák  (2009–2011)
- Marián Geišberg † (2009–2011; 2017–2018)
- Boris Farkaš (2009–2011; 2018–2020)
- Milan Lasica † (2009–2011; 2017–2021)
- Ján Snopko (2019–2021)

### Příležitostní glosátoři
- Roman Luknár
- Pavol Hammel
- Rasťo Piško
- Zuzana Fialová
- Peter Lipa

## Seznam dílů

### 1. série (2009)
| Číslo dílu | Glosátor 1     | Glosátor 2   | Glosátor 3      | Glosátor 4      | Glosátor 5      | Moderátorka     | Premiéra           |
| ---------- | -------------- | ------------ | --------------- | --------------- | --------------- | --------------- | ------------------ |
| 1          | —              | —            | —               | —               | —               | Elena Vacvalová | 8. dubna 2009      |
| 2          | Oľga Feldeková | Milan Lasica | Milan Kňažko    | Marián Leško    | Roman Luknár    | Elena Vacvalová | 15. dubna 2009     |
| 3          | Oľga Feldeková | Milan Lasica | Milan Kňažko    | Marián Leško    | Marián Geišberg | Elena Vacvalová | 21. dubna 2009     |
| 4          | Oľga Feldeková | Milan Lasica | Milan Kňažko    | Marián Leško    | Marián Geišberg | Elena Vacvalová | 28. dubna 2009     |
| 5          | Oľga Feldeková | Milan Lasica | Milan Kňažko    | Marián Leško    | Lukáš Latinák   | Elena Vacvalová | 5. května 2009     |
| 6          | Oľga Feldeková | Milan Lasica | Milan Kňažko    | Marián Leško    | Lukáš Latinák   | Elena Vacvalová | 12. května 2009    |
| 7          | Oľga Feldeková | Milan Lasica | Milan Kňažko    | Marián Leško    | Lukáš Latinák   | Elena Vacvalová | 19. května 2009    |
| 8          | Oľga Feldeková | Milan Lasica | Marián Geišberg | Marián Leško    | Lukáš Latinák   | Elena Vacvalová | 26. května 2009    |
| 9          | Oľga Feldeková | Milan Lasica | Milan Kňažko    | Marián Leško    | Marián Geišberg | Elena Vacvalová | 2. června 2009     |
| 10         | Oľga Feldeková | Milan Lasica | Milan Kňažko    | Marián Leško    | Marián Geišberg | Elena Vacvalová | 9. června 2009     |
| 11         | Oľga Feldeková | Milan Lasica | Milan Kňažko    | Marián Geišberg | Pavol Hammel    | Elena Vacvalová | 16. června 2009    |
| 12         | Oľga Feldeková | Milan Lasica | Milan Kňažko    | Marián Leško    | Marián Geišberg | Elena Vacvalová | 23. června 2009    |
| 13         | Oľga Feldeková | Milan Lasica | Marián Leško    | Marián Geišberg | Lukáš Latinák   | Elena Vacvalová | 4. září 2009       |
| 14         | Oľga Feldeková | Milan Lasica | Milan Kňažko    | Marián Leško    | Lukáš Latinák   | Elena Vacvalová | 11. září 2009      |
| 15         | Oľga Feldeková | Milan Lasica | Marián Leško    | Marián Geišberg | Lukáš Latinák   | Elena Vacvalová | 18. září 2009      |
| 16         | Oľga Feldeková | Milan Lasica | Marián Leško    | Marián Geišberg | Lukáš Latinák   | Elena Vacvalová | 25. září 2009      |
| 17         | Oľga Feldeková | Milan Lasica | Marián Leško    | Marián Geišberg | Boris Farkaš    | Elena Vacvalová | 2. října 2009      |
| 18         | Oľga Feldeková | Milan Lasica | Marián Leško    | Lukáš Latinák   | Boris Farkaš    | Elena Vacvalová | 16. října 2009     |
| 19         | Oľga Feldeková | Milan Lasica | Milan Kňažko    | Marián Leško    | Lukáš Latinák   | Elena Vacvalová | 23. října 2009     |
| 20         | Oľga Feldeková | Milan Lasica | Milan Kňažko    | Marián Leško    | Lukáš Latinák   | Elena Vacvalová | 30. října 2009     |
| 21         | Oľga Feldeková | Milan Kňažko | Marián Geišberg | Boris Farkaš    | Lukáš Latinák   | Elena Vacvalová | 6. listopadu 2009  |
| 22         | Oľga Feldeková | Milan Kňažko | Marián Geišberg | Boris Farkaš    | Lukáš Latinák   | Elena Vacvalová | 13. listopadu 2009 |
| 23         | Oľga Feldeková | Milan Lasica | Milan Kňažko    | Marián Leško    | Marián Geišberg | Elena Vacvalová | 20. listopadu 2009 |
| 24         | Oľga Feldeková | Milan Lasica | Milan Kňažko    | Marián Leško    | Lukáš Latinák   | Elena Vacvalová | 27. listopadu 2009 |
| 25         | Oľga Feldeková | Milan Lasica | Milan Kňažko    | Marián Leško    | Lukáš Latinák   | Elena Vacvalová | 4. prosince 2009   |
| 26         | Oľga Feldeková | Milan Lasica | Milan Kňažko    | Marian Geišberg | Lukáš Latinák   | Elena Vacvalová | 11. prosince 2009  |
| 27         | Oľga Feldeková | Milan Lasica | Milan Kňažko    | Marián Leško    | Marian Geišberg | Elena Vacvalová | 18. prosince 2009  |
| 28         | Oľga Feldeková | Milan Lasica | Milan Kňažko    | Marián Leško    | Lukáš Latinák   | Elena Vacvalová | 31. prosince 2009  |

### 2. série (2010)
| Číslo dílu | Glosátor 1     | Glosátor 2      | Glosátor 3      | Glosátor 4      | Glosátor 5      | Moderátorka     | Premiéra          |
| ---------- | -------------- | --------------- | --------------- | --------------- | --------------- | --------------- | ----------------- |
| 1          | Oľga Feldeková | Milan Lasica    | Milan Kňažko    | Marián Leško    | Marián Geišberg | Elena Vacvalová | 5. března 2010    |
| 2          | Oľga Feldeková | Milan Lasica    | Milan Kňažko    | Marián Leško    | Marián Geišberg | Elena Vacvalová | 12. března 2010   |
| 3          | Oľga Feldeková | Milan Lasica    | Marián Leško    | Marián Geišberg | Boris Farkaš    | Elena Vacvalová | 19. března 2010   |
| 4          | —              | —               | —               | —               | —               | Elena Vacvalová | 26. března 2010   |
| 5          | Oľga Feldeková | Milan Lasica    | Milan Kňažko    | Marián Leško    | Lukáš Latinák   | Elena Vacvalová | 9. dubna 2010     |
| 6          | Oľga Feldeková | Milan Lasica    | Milan Kňažko    | Marián Leško    | Marián Geišberg | Elena Vacvalová | 16. dubna 2010    |
| 7          | Oľga Feldeková | Milan Lasica    | Milan Kňažko    | Marián Leško    | Boris Farkaš    | Elena Vacvalová | 23. dubna 2010    |
| 8          | Oľga Feldeková | Milan Kňažko    | Marián Leško    | Boris Farkaš    | Lukáš Latinák   | Elena Vacvalová | 30. dubna 2010    |
| 9          | Oľga Feldeková | Marián Leško    | Marián Geišberg | Boris Farkaš    | Lukáš Latinák   | Elena Vacvalová | 7. května 2010    |
| 10         | Oľga Feldeková | Milan Lasica    | Milan Kňažko    | Marián Leško    | Marián Geišberg | Elena Vacvalová | 14. května 2010   |
| 11         | Oľga Feldeková | Milan Lasica    | Milan Kňažko    | Marián Leško    | Marián Geišberg | Elena Vacvalová | 21. května 2010   |
| 12         | Oľga Feldeková | Milan Lasica    | Marián Leško    | Boris Farkaš    | Marián Geišberg | Elena Vacvalová | 28. května 2010   |
| 13         | Oľga Feldeková | Milan Lasica    | Marián Leško    | Boris Farkaš    | Marián Geišberg | Elena Vacvalová | 4. června 2010    |
| 14         | Oľga Feldeková | Milan Lasica    | Milan Kňažko    | Marián Leško    | Lukáš Latinák   | Elena Vacvalová | 11. června 2010   |
| 15         | Oľga Feldeková | Milan Kňažko    | Marián Leško    | Boris Farkaš    | Lukáš Latinák   | Elena Vacvalová | 18. června 2010   |
| 16         | Oľga Feldeková | Milan Lasica    | Marián Leško    | Marián Geišberg | Boris Farkaš    | Elena Vacvalová | 10. září 2010     |
| 17         | Oľga Feldeková | Marián Geišberg | Marián Leško    | Boris Farkaš    | Lukáš Latinák   | Elena Vacvalová | 17. září 2010     |
| 18         | Oľga Feldeková | Milan Lasica    | Milan Kňažko    | Marián Leško    | Boris Farkaš    | Elena Vacvalová | 24. září 2010     |
| 19         | Oľga Feldeková | Milan Lasica    | Milan Kňažko    | Marián Leško    | Lukáš Latinák   | Elena Vacvalová | 1. října 2010     |
| 20         | Oľga Feldeková | Milan Lasica    | Milan Kňažko    | Marián Leško    | Lukáš Latinák   | Elena Vacvalová | 8. října 2010     |
| 21         | Oľga Feldeková | Milan Lasica    | Milan Kňažko    | Marián Leško    | Lukáš Latinák   | Elena Vacvalová | 15. října 2010    |
| 22         | Oľga Feldeková | Milan Lasica    | Milan Kňažko    | Marián Leško    | Marián Geišberg | Elena Vacvalová | 22. října 2010    |
| 23         | Oľga Feldeková | Milan Lasica    | Milan Kňažko    | Marián Leško    | Lukáš Latinák   | Elena Vacvalová | 30. prosince 2010 |

### 3. série (2011)
| Číslo dílu | Glosátor 1     | Glosátor 2   | Glosátor 3      | Glosátor 4   | Glosátor 5      | Moderátorka     | Premiéra        |
| ---------- | -------------- | ------------ | --------------- | ------------ | --------------- | --------------- | --------------- |
| 1          | Oľga Feldeková | Milan Lasica | Milan Kňažko    | Marián Leško | Boris Farkaš    | Elena Vacvalová | 5. března 2011  |
| 2          | Oľga Feldeková | Milan Lasica | Milan Kňažko    | Marián Leško | Boris Farkaš    | Elena Vacvalová | 12. března 2011 |
| 3          | Oľga Feldeková | Milan Lasica | Boris Farkaš    | Marián Leško | Lukáš Latinák   | Elena Vacvalová | 18. března 2011 |
| 4          | Oľga Feldeková | Milan Lasica | Milan Kňažko    | Marián Leško | Lukáš Latinák   | Elena Vacvalová | 25. března 2011 |
| 5          | Oľga Feldeková | Milan Lasica | Marián Geišberg | Marián Leško | Lukáš Latinák   | Elena Vacvalová | 1. dubna 2011   |
| 6          | Oľga Feldeková | Milan Lasica | Milan Kňažko    | Marián Leško | Marián Geišberg | Elena Vacvalová | 8. dubna 2011   |
| 7          | Oľga Feldeková | Milan Kňažko | Boris Farkaš    | Marián Leško | Lukáš Latinák   | Elena Vacvalová | 15. dubna 2011  |
| 8          | Oľga Feldeková | Milan Lasica | Milan Kňažko    | Marián Leško | Marián Geišberg | Elena Vacvalová | 29. dubna 2011  |

### 4. série (2017)
| Číslo dílu | Glosátor 1     | Glosátor 2      | Glosátor 3      | Glosátor 4   | Moderátorka     | Premiéra           |
| ---------- | -------------- | --------------- | --------------- | ------------ | --------------- | ------------------ |
| 1          | Oľga Feldeková | Milan Lasica    | Milan Kňažko    | Marián Leško | Elena Vacvalová | 23. března 2017    |
| 2          | Oľga Feldeková | Milan Lasica    | Milan Kňažko    | Marián Leško | Elena Vacvalová | 30. března 2017    |
| 3          | Oľga Feldeková | Milan Lasica    | Milan Kňažko    | Marián Leško | Elena Vacvalová | 6. dubna 2017      |
| 4          | Oľga Feldeková | Milan Lasica    | Milan Kňažko    | Marián Leško | Elena Vacvalová | 13. dubna 2017     |
| 5          | Oľga Feldeková | Milan Lasica    | Milan Kňažko    | Marián Leško | Elena Vacvalová | 20. dubna 2017     |
| 6          | Oľga Feldeková | Milan Lasica    | Milan Kňažko    | Marián Leško | Elena Vacvalová | 27. dubna 2017     |
| 7          | Oľga Feldeková | Milan Lasica    | Marián Geišberg | Marián Leško | Elena Vacvalová | 4. května 2017     |
| 8          | Oľga Feldeková | Milan Lasica    | Marián Geišberg | Marián Leško | Elena Vacvalová | 11. května 2017    |
| 9          | Oľga Feldeková | Milan Lasica    | Marián Geišberg | Marián Leško | Elena Vacvalová | 18. května 2017    |
| 10         | Oľga Feldeková | Milan Lasica    | Milan Kňažko    | Marián Leško | Elena Vacvalová | 25. května 2017    |
| 11         | Oľga Feldeková | Milan Lasica    | Milan Kňažko    | Marián Leško | Elena Vacvalová | 1. června 2017     |
| 12         | Oľga Feldeková | Milan Lasica    | Milan Kňažko    | Marián Leško | Elena Vacvalová | 8. června 2017     |
| 13         | Oľga Feldeková | Milan Lasica    | Milan Kňažko    | Marián Leško | Elena Vacvalová | 15. června 2017    |
| 14         | Oľga Feldeková | Milan Kňažko    | Marián Geišberg | Marián Leško | Elena Vacvalová | 22. června 2017    |
| 15         | Oľga Feldeková | Milan Lasica    | Milan Kňažko    | Marián Leško | Elena Vacvalová | 29. června 2017    |
| 16         | Oľga Feldeková | Milan Lasica    | Milan Kňažko    | Marián Leško | Elena Vacvalová | 21. září 2017      |
| 17         | Oľga Feldeková | Milan Lasica    | Milan Kňažko    | Marián Leško | Elena Vacvalová | 28. září 2017      |
| 18         | Oľga Feldeková | Milan Lasica    | Marián Geišberg | Marián Leško | Elena Vacvalová | 5. října 2017      |
| 19         | Oľga Feldeková | Milan Lasica    | Milan Kňažko    | Marián Leško | Elena Vacvalová | 12. října 2017     |
| 20         | Oľga Feldeková | Milan Lasica    | Milan Kňažko    | Marián Leško | Elena Vacvalová | 19. října 2017     |
| 21         | Oľga Feldeková | Milan Lasica    | Milan Kňažko    | Marián Leško | Elena Vacvalová | 26. října 2017     |
| 22         | Oľga Feldeková | Milan Lasica    | Milan Kňažko    | Marián Leško | Elena Vacvalová | 2. listopadu 2017  |
| 23         | Oľga Feldeková | Milan Lasica    | Milan Kňažko    | Marián Leško | Elena Vacvalová | 9. listopadu 2017  |
| 24         | Oľga Feldeková | Milan Lasica    | Milan Kňažko    | Marián Leško | Elena Vacvalová | 16. listopadu 2017 |
| 25         | Oľga Feldeková | Marián Geišberg | Milan Kňažko    | Marián Leško | Elena Vacvalová | 23. listopadu 2017 |
| 26         | Oľga Feldeková | Marián Geišberg | Milan Kňažko    | Marián Leško | Elena Vacvalová | 30. listopadu 2017 |
| 27         | Oľga Feldeková | Milan Lasica    | Milan Kňažko    | Marián Leško | Elena Vacvalová | 7. prosince 2017   |
| 28         | Oľga Feldeková | Milan Lasica    | Milan Kňažko    | Marián Leško | Elena Vacvalová | 14. prosince 2017  |

### 5. série (2018)
| Číslo dílu | Glosátor 1     | Glosátor 2   | Glosátor 3      | Glosátor 4   | Modrátorka      | Premiéra           |
| ---------- | -------------- | ------------ | --------------- | ------------ | --------------- | ------------------ |
| 1          | Oľga Feldeková | Milan Lasica | Milan Kňažko    | Marián Leško | Elena Vacvalová | 15. února 2018     |
| 2          | Oľga Feldeková | Milan Lasica | Milan Kňažko    | Boris Farkaš | Elena Vacvalová | 22. února 2018     |
| 3          | Oľga Feldeková | Milan Lasica | Milan Kňažko    | Boris Farkaš | Elena Vacvalová | 8. března 2018     |
| 4          | Oľga Feldeková | Milan Lasica | Peter Lipa      | Boris Farkaš | Elena Vacvalová | 15. března 2018    |
| 5          | Oľga Feldeková | Milan Lasica | Milan Kňažko    | Marián Leško | Elena Vacvalová | 22. března 2018    |
| 6          | Oľga Feldeková | Milan Lasica | Milan Kňažko    | Marián Leško | Elena Vacvalová | 5. dubna 2018      |
| 7          | Oľga Feldeková | Milan Lasica | Milan Kňažko    | Marián Leško | Elena Vacvalová | 12. dubna 2018     |
| 8          | Oľga Feldeková | Milan Lasica | Milan Kňažko    | Marián Leško | Elena Vacvalová | 19. dubna 2018     |
| 9          | Oľga Feldeková | Milan Lasica | Milan Kňažko    | Marián Leško | Elena Vacvalová | 26. dubna 2018     |
| 10         | Oľga Feldeková | Milan Lasica | Milan Kňažko    | Marián Leško | Elena Vacvalová | 3. května 2018     |
| 11         | Oľga Feldeková | Milan Lasica | Milan Kňažko    | Marián Leško | Elena Vacvalová | 10. května 2018    |
| 12         | Oľga Feldeková | Milan Lasica | Milan Kňažko    | Marián Leško | Elena Vacvalová | 17. května 2018    |
| 13         | Oľga Feldeková | Milan Lasica | Milan Kňažko    | Marián Leško | Elena Vacvalová | 24. května 2018    |
| 14         | Zuzana Fialová | Milan Lasica | Milan Kňažko    | Marián Leško | Elena Vacvalová | 31. května 2018    |
| 15         | Oľga Feldeková | Milan Lasica | Milan Kňažko    | Marián Leško | Elena Vacvalová | 7. června 2018     |
| 16         | Oľga Feldeková | Milan Lasica | Milan Kňažko    | Marián Leško | Elena Vacvalová | 20. září 2018      |
| 17         | Oľga Feldeková | Milan Lasica | Marián Geišberg | Marián Leško | Elena Vacvalová | 27. září 2018      |
| 18         | Oľga Feldeková | Milan Lasica | Milan Kňažko    | Marián Leško | Elena Vacvalová | 4. října 2018      |
| 19         | Oľga Feldeková | Milan Lasica | Milan Kňažko    | Marián Leško | Elena Vacvalová | 11. října 2018     |
| 20         | Oľga Feldeková | Milan Lasica | Marián Geišberg | Marián Leško | Elena Vacvalová | 18. října 2018     |
| 21         | Oľga Feldeková | Milan Lasica | Milan Kňažko    | Marián Leško | Elena Vacvalová | 25. října 2018     |
| 22         | Oľga Feldeková | Milan Lasica | Milan Kňažko    | Marián Leško | Elena Vacvalová | 8. listopadu 2018  |
| 23         | Oľga Feldeková | Milan Lasica | Milan Kňažko    | Marián Leško | Elena Vacvalová | 15. listopadu 2018 |
| 24         | Oľga Feldeková | Milan Lasica | Milan Kňažko    | Marián Leško | Elena Vacvalová | 22. listopadu 2018 |
| 25         | Oľga Feldeková | Milan Lasica | Milan Kňažko    | Marián Leško | Elena Vacvalová | 29. listopadu 2018 |
| 26         | Oľga Feldeková | Milan Lasica | Milan Kňažko    | Marián Leško | Elena Vacvalová | 6. prosince 2018   |
| 27         | Oľga Feldeková | Milan Lasica | Milan Kňažko    | Marián Leško | Elena Vacvalová | 13. prosince 2018  |

### 6. série (2019)
| Číslo dílu | Glosátor 1     | Glosátor 2   | Glosátor 3   | Glosátor 4   | Moderátorka     | Premiéra           |
| ---------- | -------------- | ------------ | ------------ | ------------ | --------------- | ------------------ |
| 1          | Oľga Feldeková | Milan Lasica | Milan Kňažko | Marián Leško | Elena Vacvalová | 7. února 2019      |
| 2          | Oľga Feldeková | Milan Lasica | Milan Kňažko | Marián Leško | Elena Vacvalová | 14. února 2019     |
| 3          | Oľga Feldeková | Milan Lasica | Milan Kňažko | Marián Leško | Elena Vacvalová | 21. února 2019     |
| 4          | Oľga Feldeková | Milan Lasica | Milan Kňažko | Marián Leško | Elena Vacvalová | 28. února 2019     |
| 5          | Oľga Feldeková | Boris Farkaš | Milan Kňažko | Marián Leško | Elena Vacvalová | 7. března 2019     |
| 6          | Oľga Feldeková | Milan Lasica | Milan Kňažko | Marián Leško | Elena Vacvalová | 14. března 2019    |
| 7          | Oľga Feldeková | Milan Lasica | Milan Kňažko | Marián Leško | Elena Vacvalová | 21. března 2019    |
| 8          | Oľga Feldeková | Milan Lasica | Boris Farkaš | Marián Leško | Elena Vacvalová | 28. března 2019    |
| 9          | Oľga Feldeková | Milan Lasica | Boris Farkaš | Marián Leško | Elena Vacvalová | 4. dubna 2019      |
| 10         | Oľga Feldeková | Milan Lasica | Milan Kňažko | Marián Leško | Elena Vacvalová | 11. dubna 2019     |
| 11         | Oľga Feldeková | Milan Lasica | Milan Kňažko | Marián Leško | Elena Vacvalová | 18. dubna 2019     |
| 12         | Oľga Feldeková | Milan Lasica | Milan Kňažko | Marián Leško | Elena Vacvalová | 25. dubna 2019     |
| 13         | Oľga Feldeková | Milan Lasica | Milan Kňažko | Marián Leško | Elena Vacvalová | 2. května 2019     |
| 14         | Oľga Feldeková | Milan Lasica | Milan Kňažko | Marián Leško | Elena Vacvalová | 9. května 2019     |
| 15         | Oľga Feldeková | Milan Lasica | Milan Kňažko | Marián Leško | Elena Vacvalová | 16. května 2019    |
| 16         | Oľga Feldeková | Milan Lasica | Milan Kňažko | Marián Leško | Elena Vacvalová | 23. května 2019    |
| 17         | Oľga Feldeková | Milan Lasica | Milan Kňažko | Marián Leško | Elena Vacvalová | 30. května 2019    |
| 18         | Oľga Feldeková | Milan Lasica | Milan Kňažko | Boris Farkaš | Elena Vacvalová | 19. září 2019      |
| 19         | Oľga Feldeková | Milan Lasica | Milan Kňažko | Boris Farkaš | Elena Vacvalová | 26. září 2019      |
| 20         | Oľga Feldeková | Milan Lasica | Milan Kňažko | Boris Farkaš | Elena Vacvalová | 3. října 2019      |
| 21         | Oľga Feldeková | Milan Lasica | Milan Kňažko | Boris Farkaš | Elena Vacvalová | 10. října 2019     |
| 22         | Oľga Feldeková | Milan Lasica | Milan Kňažko | Boris Farkaš | Elena Vacvalová | 17. října 2019     |
| 23         | Oľga Feldeková | Milan Lasica | Milan Kňažko | Boris Farkaš | Elena Vacvalová | 24. října 2019     |
| 24         | Oľga Feldeková | Milan Lasica | Milan Kňažko | Ján Snopko   | Elena Vacvalová | 7. listopadu 2019  |
| 25         | Oľga Feldeková | Milan Lasica | Rasťo Piško  | Ján Snopko   | Elena Vacvalová | 14. listopadu 2019 |
| 26         | Oľga Feldeková | Milan Lasica | Milan Kňažko | Ján Snopko   | Elena Vacvalová | 21. listopadu 2019 |
| 27         | Oľga Feldeková | Milan Lasica | Milan Kňažko | Boris Farkaš | Elena Vacvalová | 28. listopadu 2019 |
| 28         | Oľga Feldeková | Milan Lasica | Milan Kňažko | Boris Farkaš | Elena Vacvalová | 5. prosince 2019   |
| 29         | Oľga Feldeková | Milan Lasica | Milan Kňažko | Boris Farkaš | Elena Vacvalová | 12. prosince 2019  |

### 7. série (2020)
| Číslo dílu | Glosátor 1     | Glosátor 2   | Glosátor 3   | Glosátor 4   | Moderátorka     | Premiéra           |
| ---------- | -------------- | ------------ | ------------ | ------------ | --------------- | ------------------ |
| 1          | Oľga Feldeková | Milan Lasica | Milan Kňažko | Boris Farkaš | Elena Vacvalová | 30. ledna 2020     |
| 2          | Oľga Feldeková | Milan Lasica | Ján Snopko   | Boris Farkaš | Elena Vacvalová | 6. února 2020      |
| 3          | Oľga Feldeková | Milan Lasica | Milan Kňažko | Boris Farkaš | Elena Vacvalová | 13. února 2020     |
| 4          | Oľga Feldeková | Milan Lasica | Milan Kňažko | Boris Farkaš | Elena Vacvalová | 20. února 2020     |
| 5          | Oľga Feldeková | Milan Lasica | Ján Snopko   | Boris Farkaš | Elena Vacvalová | 27. února 2020     |
| 6          | Oľga Feldeková | Milan Lasica | Milan Kňažko | Boris Farkaš | Elena Vacvalová | 5. března 2020     |
| 7          | Oľga Feldeková | Milan Lasica | Milan Kňažko | Ján Snopko   | Elena Vacvalová | 18. března 2020    |
| 8          | Oľga Feldeková | Milan Lasica | Milan Kňažko | Ján Snopko   | Elena Vacvalová | 26. března 2020    |
| 9          | Oľga Feldeková | Milan Lasica | Milan Kňažko | Ján Snopko   | Elena Vacvalová | 2. dubna 2020      |
| 10         | Oľga Feldeková | Milan Lasica | Milan Kňažko | Ján Snopko   | Elena Vacvalová | 16. dubna 2020     |
| 11         | Oľga Feldeková | Milan Lasica | Milan Kňažko | Boris Farkaš | Elena Vacvalová | 23. dubna 2020     |
| 12         | Oľga Feldeková | Milan Lasica | Milan Kňažko | Boris Farkaš | Elena Vacvalová | 30. dubna 2020     |
| 13         | Oľga Feldeková | Milan Lasica | Milan Kňažko | Boris Farkaš | Elena Vacvalová | 7. května 2020     |
| 14         | Oľga Feldeková | Milan Lasica | Milan Kňažko | Ján Snopko   | Elena Vacvalová | 14. května 2020    |
| 15         | Oľga Feldeková | Milan Lasica | Milan Kňažko | Boris Farkaš | Elena Vacvalová | 21. května 2020    |
| 16         | Oľga Feldeková | Milan Lasica | Milan Kňažko | Boris Farkaš | Elena Vacvalová | 28. května 2020    |
| 17         | Oľga Feldeková | Milan Lasica | Ján Snopko   | Boris Farkaš | Elena Vacvalová | 24. září 2020      |
| 18         | Oľga Feldeková | Milan Lasica | Ján Snopko   | Boris Farkaš | Elena Vacvalová | 1. října 2020      |
| 19         | Oľga Feldeková | Milan Lasica | Boris Farkaš | Tomáš Hudák  | Elena Vacvalová | 8. října 2020      |
| 20         | Oľga Feldeková | Milan Lasica | Ján Snopko   | Tomáš Hudák  | Elena Vacvalová | 15. října 2020     |
| 21         | Oľga Feldeková | Milan Lasica | Ján Snopko   | Tomáš Hudák  | Elena Vacvalová | 22. října 2020     |
| 22         | Oľga Feldeková | Milan Lasica | Ján Snopko   | Tomáš Hudák  | Elena Vacvalová | 29. října 2020     |
| 23         | Oľga Feldeková | Milan Lasica | Ján Snopko   | Tomáš Hudák  | Elena Vacvalová | 5. listopadu 2020  |
| 24         | Oľga Feldeková | Milan Lasica | Milan Kňažko | Boris Farkaš | Elena Vacvalová | 12. listopadu 2020 |
| 25         | Oľga Feldeková | Milan Lasica | Milan Kňažko | Boris Farkaš | Elena Vacvalová | 19. listopadu 2020 |
| 26         | Oľga Feldeková | Milan Lasica | Milan Kňažko | Tomáš Hudák  | Elena Vacvalová | 26. listopadu 2020 |
| 27         | Oľga Feldeková | Milan Lasica | Milan Kňažko | Ján Snopko   | Elena Vacvalová | 10. prosince 2020  |

### 8. série (2021)
| Číslo dílu | Glosátor 1     | Glosátor 2       | Glosátor 3       | Glosátor 4       | Moderátorka     | Premiéra           |
| ---------- | -------------- | ---------------- | ---------------- | ---------------- | --------------- | ------------------ |
| 1          | Oľga Feldeková | Milan Lasica     | Milan Kňažko     | Ján Snopko       | Elena Vacvalová | 4. února 2021      |
| 2          | Oľga Feldeková | Milan Lasica     | Milan Kňažko     | Tomáš Hudák      | Elena Vacvalová | 11. února 2021     |
| 3          | Oľga Feldeková | Milan Lasica     | Milan Kňažko     | Ján Snopko       | Elena Vacvalová | 18. února 2021     |
| 4          | Oľga Feldeková | Milan Lasica     | Milan Kňažko     | Tomáš Hudák      | Elena Vacvalová | 25. února 2021     |
| 5          | Oľga Feldeková | Milan Lasica     | Milan Kňažko     | Ján Snopko       | Elena Vacvalová | 4. března 2021     |
| 6          | Oľga Feldeková | Milan Lasica     | Milan Kňažko     | Tomáš Hudák      | Elena Vacvalová | 11. března 2021    |
| 7          | Oľga Feldeková | Milan Lasica     | Milan Kňažko     | Ján Snopko       | Elena Vacvalová | 18. března 2021    |
| 8          | Oľga Feldeková | Milan Lasica     | Milan Kňažko     | Tomáš Hudák      | Elena Vacvalová | 25. března 2021    |
| 9          | Oľga Feldeková | Milan Lasica     | Milan Kňažko     | Ján Snopko       | Elena Vacvalová | 1. dubna 2021      |
| 10         | Oľga Feldeková | Milan Lasica     | Milan Kňažko     | Tomáš Hudák      | Elena Vacvalová | 8. dubna 2021      |
| 11         | Oľga Feldeková | Milan Lasica     | Milan Kňažko     | Ján Snopko       | Elena Vacvalová | 15. dubna 2021     |
| 12         | Oľga Feldeková | Milan Lasica     | Milan Kňažko     | Tomáš Hudák      | Elena Vacvalová | 22. dubna 2021     |
| 13         | Oľga Feldeková | Milan Lasica     | Milan Kňažko     | Ján Snopko       | Elena Vacvalová | 29. dubna 2021     |
| 14         | Oľga Feldeková | Milan Lasica     | Milan Kňažko     | Tomáš Hudák      | Elena Vacvalová | 6. května 2021     |
| 15         | Oľga Feldeková | Milan Lasica     | Milan Kňažko     | Ján Snopko       | Elena Vacvalová | 13. května 2021    |
| 16         | Oľga Feldeková | Milan Lasica     | Milan Kňažko     | Tomáš Hudák      | Elena Vacvalová | 20. května 2021    |
| 17         | Oľga Feldeková | Milan Lasica     | Milan Kňažko     | Ján Snopko       | Elena Vacvalová | 27. května 2021    |
| 18         | Oľga Feldeková | Milan Lasica     | Milan Kňažko     | Tomáš Hudák      | Elena Vacvalová | 3. června 2021     |
| 19         | Oľga Feldeková | Milan Lasica     | Milan Kňažko     | Ján Snopko       | Elena Vacvalová | 10. června 2021    |
| 20         | Oľga Feldeková | Boris Farkaš     | Milan Kňažko     | Marián Leško     | Elena Vacvalová | 30. září 2021      |
| 21         | Oľga Feldeková | Samo Trnka       | Milan Kňažko     | Tomáš Hudák      | Elena Vacvalová | 7. října 2021      |
| 22         | Oľga Feldeková | Michael Szatmary | Milan Kňažko     | Tomáš Hudák      | Elena Vacvalová | 14. října 2021     |
| 23         | Oľga Feldeková | Samo Trnka       | Michael Szatmary | Tomáš Hudák      | Elena Vacvalová | 21. října 2021     |
| 24         | Oľga Feldeková | Samo Trnka       | Milan Kňažko     | Tomáš Hudák      | Elena Vacvalová | 28. října 2021     |
| 25         | Oľga Feldeková | Samo Trnka       | Milan Kňažko     | Michael Szatmary | Elena Vacvalová | 4. listopadu 2021  |
| 26         | Oľga Feldeková | Marián Leško     | Michael Szatmary | Tomáš Hudák      | Elena Vacvalová | 11. listopadu 2021 |
| 27         | Oľga Feldeková | Tomáš Hudák      | Milan Kňažko     | Marián Leško     | Elena Vacvalová | 18. listopadu 2021 |
| 28         | Oľga Feldeková | Michael Szatmary | Milan Kňažko     | Tomáš Hudák      | Elena Vacvalová | 25. listopadu 2021 |
| 29         | Oľga Feldeková | Samo Trnka       | Milan Kňažko     | Tomáš Hudák      | Elena Vacvalová | 2. prosince 2021   |
| 30         | Oľga Feldeková | Tomáš Hudák      | Milan Kňažko     | Marián Leško     | Elena Vacvalová | 9. prosince 2021   |
| 31         | Oľga Feldeková | Michael Szatmary | Milan Kňažko     | Tomáš Hudák      | Elena Vacvalová | 16. prosince 2021  |

### 9. série (2022)
| Číslo dílu | Glosátor 1     | Glosátor 2       | Glosátor 3       | Glosátor 4       | Moderátorka     | Premiéra           |
| ---------- | -------------- | ---------------- | ---------------- | ---------------- | --------------- | ------------------ |
| 1          | Oľga Feldeková | Tomáš Hudák      | Milan Kňažko     | Marián Leško     | Elena Vacvalová | 2. února 2022      |
| 2          | Oľga Feldeková | Samo Trnka       | Milan Kňažko     | Michael Szatmary | Elena Vacvalová | 9. února 2022      |
| 3          | Oľga Feldeková | Samo Trnka       | Marián Leško     | Michael Szatmary | Elena Vacvalová | 16. února 2022     |
| 4          | Oľga Feldeková | Tomáš Hudák      | Milan Kňažko     | Marián Leško     | Elena Vacvalová | 23. února 2022     |
| 5          | Oľga Feldeková | Michael Szatmary | Milan Kňažko     | Tomáš Hudák      | Elena Vacvalová | 2. března 2022     |
| 6          | Oľga Feldeková | Samo Trnka       | Milan Kňažko     | Marián Leško     | Elena Vacvalová | 9. března 2022     |
| 7          | Oľga Feldeková | Michael Szatmary | Milan Kňažko     | Tomáš Hudák      | Elena Vacvalová | 16. března 2022    |
| 8          | Oľga Feldeková | Tomáš Hudák      | Milan Kňažko     | Marián Leško     | Elena Vacvalová | 23. března 2022    |
| 9          | Oľga Feldeková | Michael Szatmary | Milan Kňažko     | Tomáš Hudák      | Elena Vacvalová | 30. března 2022    |
| 10         | Oľga Feldeková | Samo Trnka       | Milan Kňažko     | Marián Leško     | Elena Vacvalová | 6. dubna 2022      |
| 11         | Oľga Feldeková | Tomáš Hudák      | Milan Kňažko     | Marián Leško     | Elena Vacvalová | 13. dubna 2022     |
| 12         | Oľga Feldeková | Samo Trnka       | Michael Szatmary | Tomáš Hudák      | Elena Vacvalová | 20. dubna 2022     |
| 13         | Oľga Feldeková | Michael Szatmary | Milan Kňažko     | Tomáš Hudák      | Elena Vacvalová | 27. dubna 2022     |
| 14         | Oľga Feldeková | Tomáš Hudák      | Milan Kňažko     | Marián Leško     | Elena Vacvalová | 4. května 2022     |
| 15         | Oľga Feldeková | Tomáš Hudák      | Milan Kňažko     | Marián Leško     | Elena Vacvalová | 11. května 2022    |
| 16         | Oľga Feldeková | Samo Trnka       | Tomáš Hudák      | Michael Szatmary | Elena Vacvalová | 18. května 2022    |
| 17         | Oľga Feldeková | Michael Szatmary | Milan Kňažko     | Tomáš Hudák      | Elena Vacvalová | 25. května 2022    |
| 18         | Oľga Feldeková | Tomáš Hudák      | Milan Kňažko     | Marián Leško     | Elena Vacvalová | 1. června 2022     |
| 19         | Oľga Feldeková | Samo Trnka       | Michael Szatmary | Tomáš Hudák      | Elena Vacvalová | 23. září 2022      |
| 20         | Oľga Feldeková | Tomáš Hudák      | Milan Kňažko     | Marián Leško     | Elena Vacvalová | 30. září 2022      |
| 21         | Oľga Feldeková | Tomáš Hudák      | Milan Kňažko     | Marián Leško     | Elena Vacvalová | 7. října 2022      |
| 22         | Oľga Feldeková | Michael Szatmary | Milan Kňažko     | Tomáš Hudák      | Elena Vacvalová | 14. října 2022     |
| 23         | Oľga Feldeková | Samo Trnka       | Michael Szatmary | Tomáš Hudák      | Elena Vacvalová | 21. října 2022     |
| 24         | Oľga Feldeková | Samo Trnka       | Milan Kňažko     | Tomáš Hudák      | Elena Vacvalová | 28. října 2022     |
| 25         | Oľga Feldeková | Tomáš Hudák      | Milan Kňažko     | Marián Leško     | Elena Vacvalová | 4. listopadu 2022  |
| 26         | Oľga Feldeková | Samo Trnka       | Milan Kňažko     | Marián Leško     | Elena Vacvalová | 11. listopadu 2022 |
| 27         | Oľga Feldeková | Michael Szatmary | Milan Kňažko     | Tomáš Hudák      | Elena Vacvalová | 18. listopadu 2022 |
| 28         | Oľga Feldeková | Michael Szatmary | Milan Kňažko     | Tomáš Hudák      | Elena Vacvalová | 25. listopadu 2022 |
| 29         | Oľga Feldeková | Tomáš Hudák      | Michael Szatmary | Marián Leško     | Elena Vacvalová | 2. prosince 2022   |
| 30         | Oľga Feldeková | Samo Trnka       | Milan Kňažko     | Tomáš Hudák      | Elena Vacvalová | 9. prosince 2022   |
| 31         | Oľga Feldeková | Tomáš Hudák      | Milan Kňažko     | Marián Leško     | Elena Vacvalová | 16. prosince 2022  |

### 10. série (2023)
| Číslo dílu | Glosátor 1       | Glosátor 2       | Glosátor 3       | Glosátor 4   | Moderátorka     | Premiéra           |
| ---------- | ---------------- | ---------------- | ---------------- | ------------ | --------------- | ------------------ |
| 1          | Oľga Feldeková   | Tomáš Hudák      | Michael Szatmary | Marián Leško | Elena Vacvalová | 2. února 2023      |
| 2          | Oľga Feldeková   | Samo Trnka       | Milan Kňažko     | Tomáš Hudák  | Elena Vacvalová | 9. února 2023      |
| 3          | Michael Szatmary | Samo Trnka       | Milan Kňažko     | Tomáš Hudák  | Elena Vacvalová | 16. února 2023     |
| 4          | Oľga Feldeková   | Tomáš Hudák      | Milan Kňažko     | Marián Leško | Elena Vacvalová | 23. února 2023     |
| 5          | Oľga Feldeková   | Michael Szatmary | Milan Kňažko     | Tomáš Hudák  | Elena Vacvalová | 2. března 2023     |
| 6          | Oľga Feldeková   | Tomáš Hudák      | Milan Kňažko     | Marián Leško | Elena Vacvalová | 9. března 2023     |
| 7          | Oľga Feldeková   | Samo Trnka       | Michael Szatmary | Tomáš Hudák  | Elena Vacvalová | 16. března 2023    |
| 8          | Oľga Feldeková   | Tomáš Hudák      | Milan Kňažko     | Marián Leško | Elena Vacvalová | 23. března 2023    |
| 9          | Michael Szatmary | Samo Trnka       | Milan Kňažko     | Tomáš Hudák  | Elena Vacvalová | 30. března 2023    |
| 10         | Oľga Feldeková   | Samo Trnka       | Tomáš Hudák      | Marián Leško | Elena Vacvalová | 13. dubna 2023     |
| 11         | Oľga Feldeková   | Michael Szatmary | Milan Kňažko     | Tomáš Hudák  | Elena Vacvalová | 20. dubna 2023     |
| 12         | Michael Szatmary | Samo Trnka       | Milan Kňažko     | Tomáš Hudák  | Elena Vacvalová | 27. dubna 2023     |
| 13         | Oľga Feldeková   | Tomáš Hudák      | Milan Kňažko     | Marián Leško | Elena Vacvalová | 4. května 2023     |
| 14         | Oľga Feldeková   | Tomáš Hudák      | Milan Kňažko     | Marián Leško | Elena Vacvalová | 11. května 2023    |
| 15         | Oľga Feldeková   | Samo Trnka       | Milan Kňažko     | Tomáš Hudák  | Elena Vacvalová | 18. května 2023    |
| 16         | Oľga Feldeková   | Tomáš Hudák      | Michael Szatmary | Marián Leško | Elena Vacvalová | 25. května 2023    |
| 17         | Tomáš Hudák      | Samo Trnka       | Milan Kňažko     | Marián Leško | Elena Vacvalová | 1. června 2023     |
| 18         | Oľga Feldeková   | Michael Szatmary | Milan Kňažko     | Tomáš Hudák  | Elena Vacvalová | 8. června 2023     |
| 19         | Oľga Feldeková   | Michael Szatmary | Milan Kňažko     | Tomáš Hudák  | Elena Vacvalová | 4. října 2023      |
| 20         | Marián Leško     | Samo Trnka       | Milan Kňažko     | Tomáš Hudák  | Elena Vacvalová | 11. října 2023     |
| 21         | Oľga Feldeková   | Tomáš Hudák      | Samo Trnka       | Marián Leško | Elena Vacvalová | 18. října 2023     |
| 22         | Oľga Feldeková   | Michael Szatmary | Milan Kňažko     | Tomáš Hudák  | Elena Vacvalová | 25. října 2023     |
| 23         | Oľga Feldeková   | Michael Szatmary | Milan Kňažko     | Tomáš Hudák  | Elena Vacvalová | 8. listopadu 2023  |
| 24         | Oľga Feldeková   | Tomáš Hudák      | Michael Szatmary | Marián Leško | Elena Vacvalová | 15. listopadu 2023 |
| 25         | Oľga Feldeková   | Samo Trnka       | Milan Kňažko     | Tomáš Hudák  | Elena Vacvalová | 22. listopadu 2023 |
| 26         | Marián Leško     | Samo Trnka       | Milan Kňažko     | Tomáš Hudák  | Elena Vacvalová | 29. listopadu 2023 |
| 27         | Oľga Feldeková   | Michael Szatmary | Milan Kňažko     | Tomáš Hudák  | Elena Vacvalová | 6. prosince 2023   |
| 28         | Oľga Feldeková   | Tomáš Hudák      | Samo Trnka       | Marián Leško | Elena Vacvalová | 13. prosince 2023  |

### 11. série (2024)
| Číslo dílu | Glosátor 1       | Glosátor 2       | Glosátor 3       | Glosátor 4   | Moderátorka     | Premiéra           |
| ---------- | ---------------- | ---------------- | ---------------- | ------------ | --------------- | ------------------ |
| 1          | Oľga Feldeková   | Samo Trnka       | Tomáš Hudák      | Marián Leško | Elena Vacvalová | 7. února 2024      |
| 2          | Oľga Feldeková   | Tomáš Hudák      | Michael Szatmary | Marián Leško | Elena Vacvalová | 14. února 2024     |
| 3          | Oľga Feldeková   | Samo Trnka       | Milan Kňažko     | Marián Leško | Elena Vacvalová | 21. února 2024     |
| 4          | Michael Szatmary | Samo Trnka       | Milan Kňažko     | Tomáš Hudák  | Elena Vacvalová | 28. února 2024     |
| 5          | Oľga Feldeková   | Tomáš Hudák      | Milan Kňažko     | Marián Leško | Elena Vacvalová | 6. března 2024     |
| 6          | Oľga Feldeková   | Samo Trnka       | Milan Kňažko     | Tomáš Hudák  | Elena Vacvalová | 13. března 2024    |
| 7          | Michael Szatmary | Samo Trnka       | Milan Kňažko     | Tomáš Hudák  | Elena Vacvalová | 20. března 2024    |
| 8          | Oľga Feldeková   | Michael Szatmary | Milan Kňažko     | Tomáš Hudák  | Elena Vacvalová | 27. března 2024    |
| 9          | Oľga Feldeková   | Michael Szatmary | Milan Kňažko     | Tomáš Hudák  | Elena Vacvalová | 3. dubna 2024      |
| 10         | Samo Trnka       | Tomáš Hudák      | Michael Szatmary | Marián Leško | Elena Vacvalová | 10. dubna 2024     |
| 11         | Oľga Feldeková   | Tomáš Hudák      | Milan Kňažko     | Marián Leško | Elena Vacvalová | 17. dubna 2024     |
| 12         | Oľga Feldeková   | Samo Trnka       | Milan Kňažko     | Tomáš Hudák  | Elena Vacvalová | 24. dubna 2024     |
| 13         | Oľga Feldeková   | Michael Szatmary | Milan Kňažko     | Tomáš Hudák  | Elena Vacvalová | 15. května 2024    |
| 14         | Oľga Feldeková   | Samo Trnka       | Tomáš Hudák      | Marián Leško | Elena Vacvalová | 22. května 2024    |
| 15         | Oľga Feldeková   | Michael Szatmary | Milan Kňažko     | Tomáš Hudák  | Elena Vacvalová | 29. května 2024    |
| 16         | Tomáš Hudák      | Samo Trnka       | Milan Kňažko     | Marián Leško | Elena Vacvalová | 5. června 2024     |
| 17         | Michael Szatmary | Samo Trnka       | Milan Kňažko     | Tomáš Hudák  | Elena Vacvalová | 12. června 2024    |
| 18         | Oľga Feldeková   | Michael Szatmary | Milan Kňažko     | Tomáš Hudák  | Elena Vacvalová | 2. října 2024      |
| 19         | Tomáš Hudák      | Samo Trnka       | Michael Szatmary | Marián Leško | Elena Vacvalová | 9. října 2024      |
| 20         | Marián Leško     | Tomáš Hudák      | Michael Szatmary | Samo Trnka   | Elena Vacvalová | 16. října 2024     |
| 21         | Oľga Feldeková   | Samo Trnka       | Milan Kňažko     | Tomáš Hudák  | Elena Vacvalová | 23. října 2024     |
| 22         | Oľga Feldeková   | Matej Adámy      | Michael Szatmary | Tomáš Hudák  | Elena Vacvalová | 30. října 2024     |
| 23         | Oľga Feldeková   | Samo Trnka       | Milan Kňažko     | Tomáš Hudák  | Elena Vacvalová | 6. listopadu 2024  |
| 24         | Tomáš Hudák      | Michael Szatmary | Milan Kňažko     | Marián Leško | Elena Vacvalová | 13. listopadu 2024 |
| 25         | Oľga Feldeková   | Matej Adámy      | Milan Kňažko     | Tomáš Hudák  | Elena Vacvalová | 20. listopadu 2024 |
| 26         | Oľga Feldeková   | Samo Trnka       | Milan Kňažko     | Tomáš Hudák  | Elena Vacvalová | 27. listopadu 2024 |
| 27         | Oľga Feldeková   | Matej Adámy      | Michael Szatmary | Tomáš Hudák  | Elena Vacvalová | 4. prosince 2024   |
| 28         | Samo Trnka       | Matej Adámy      | Michael Szatmary | Tomáš Hudák  | Elena Vacvalová | 11. prosince 2024  |

### 12. série (2025)
| Číslo dílu | Glosátor 1     | Glosátor 2       | Glosátor 3       | Glosátor 4       | Moderátorka     | Premiéra        |
| ---------- | -------------- | ---------------- | ---------------- | ---------------- | --------------- | --------------- |
| 1          | Oľga Feldeková | Tomáš Hudák      | Michael Szatmary | Marián Leško     | Elena Vacvalová | 2. dubna 2025   |
| 2          | Tomáš Hudák    | Samo Trnka       | Matej Adámy      | Marián Leško     | Elena Vacvalová | 9. dubna 2025   |
| 3          | Oľga Feldeková | Matej Adámy      | Milan Kňažko     | Michael Szatmary | Elena Vacvalová | 16. dubna 2025  |
| 4          | Tomáš Hudák    | Michael Szatmary | Samo Trnka       | Matej Adámy      | Elena Vacvalová | 23. dubna 2025  |
| 5          | Oľga Feldeková | Michael Szatmary | Milan Kňažko     | Tomáš Hudák      | Elena Vacvalová | 30. dubna 2025  |
| 6          | Tomáš Hudák    | Samo Trnka       | Milan Kňažko     | Matej Adámy      | Elena Vacvalová | 7. května 2025  |
| 7          | Tomáš Hudák    | Samo Trnka       | Milan Kňažko     | Marián Leško     | Elena Vacvalová | 14. května 2025 |
| 8          | Matej Adámy    | Michael Szatmary | Samo Trnka       | Tomáš Hudák      | Elena Vacvalová | 21. května 2025 |
| 9          | Matej Adámy    | Tomáš Hudák      | Milan Kňažko     | Marián Leško     | Elena Vacvalová | 28. května 2025 |
| 10         | Oľga Feldeková | Michael Szatmary | Milan Kňažko     | Tomáš Hudák      | Elena Vacvalová | 4. června 2025  |